# Мост до Терабития (филм, 2007)
„Мост до Терабития“ (на английски: Bridge to Terabithia) е американски приключенски фентъзи детски филм от 2007 г.
В главните роли участват Джош Хъчерсън, АннаСофия Роб, Робърт Патрик-младши и други. Приходите от филма са в размер на 133 887 109 долара. С продължителност е от 96 минути.
Филмът е сниман предимно около Окланд, Нова Зеландия.